# Bernd Siebert (Politiker)

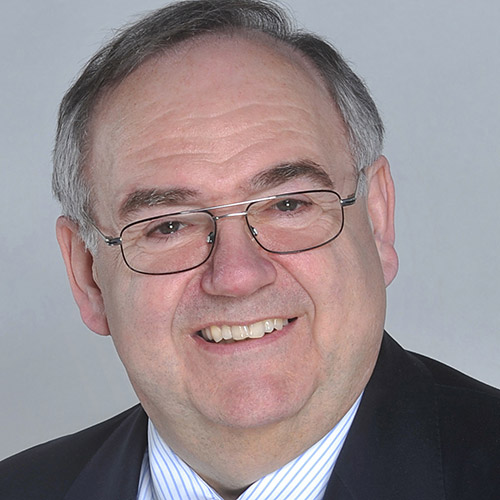
Bernd Siebert (undatiert)

Bernd Siebert (* 17. Oktober 1949 in Gudensberg; † 16. Dezember 2023) war ein deutscher Politiker (CDU) und Kaufmann.
Er war von 2005 bis 2009 Vorsitzender der Arbeitsgruppe Verteidigung der CDU/CSU-Bundestagsfraktion. Siebert war außerdem Vizepräsident des Förderkreises Deutsches Heer.

## Leben und Beruf
Nach dem Abitur an der König-Heinrich-Schule in Fritzlar studierte Siebert Mathematik, Physik und Volkswirtschaftslehre an der Philipps-Universität Marburg. Er brach das Studium ohne Abschluss ab. 1978 trat er in die Geschäftsführung des elterlichen mittelständischen Betriebes ein und war seit 1987 dessen alleiniger Inhaber.
Bernd Siebert war verheiratet und hatte zwei Söhne.
Er starb am 16. Dezember 2023 im Alter von 74 Jahren.

## Partei
Siebert trat 1969 in die Junge Union (JU) und die CDU ein. Von 1975 bis 1983 war er Bezirksvorsitzender der JU Nordhessen und bis 1982 auch Landesvorstandsmitglied der Jungen Union Hessen.
Von 1988 bis 2018 war Siebert Vorsitzender des CDU-Kreisverbandes Schwalm-Eder-Kreis. Zudem war er ab 1991 zunächst stellvertretender Vorsitzender, dann ab 1997 Vorsitzender des CDU-Bezirksverbandes Kurhessen-Waldeck. Ab 1997 gehörte er auch dem Präsidium der CDU Hessen an.
Von 2004 bis 2009 war er stellvertretender Vorsitzender des Bundesfachausschusses Sicherheitspolitik der CDU.

## Abgeordneter
Ab 1972 gehörte Siebert dem Kreistag des Schwalm-Eder-Kreises an und war hier stellvertretender Kreistagsvorsitzender. Von 1981 bis 1997 sowie von 2001 bis 2003 war er außerdem Mitglied der Stadtverordnetenversammlung seines Heimatortes Gudensberg.
Von 1991 bis 1994 war Siebert Mitglied des Hessischen Landtages. Nach seiner Wahl in den Bundestag schied er aus dem Landtag aus. Nachrückerin wurde Eva Ludwig.
Zunächst von 1994 bis 2009 war Siebert Mitglied des Deutschen Bundestages. Hier war er seit Dezember 2003 Vorsitzender der Landesgruppe Hessen in der CDU/CSU-Bundestagsfraktion und ab November 2005 Vorsitzender der Arbeitsgruppe Verteidigung seiner Fraktion. Siebert war außerdem Obmann der CDU/CSU-Fraktion im Verteidigungsausschuss.
Siebert gehörte seit 1995 der Parlamentarischen Versammlung des Europarates an. Darüber hinaus war er Mitglied der Parlamentarischen Versammlung der Westeuropäischen Union bis zu ihrer Auflösung sowie von 2003 bis 2009 der Parlamentarischen Versammlung der NATO.
Bernd Siebert zog stets über die Landesliste Hessen in den Bundestag ein. Bei der Bundestagswahl am 27. September 2009 verlor er sein Bundestagsmandat. Am 6. September 2010 kehrte Bernd Siebert in den Bundestag zurück, als Nachrücker für die Abgeordnete Lucia Puttrich, die mit dem Wechsel der hessischen Landesregierung das Amt der Ministerin für Umwelt, Energie, Landwirtschaft und Verbraucherschutz übernommen hatte. Bei der Bundestagswahl 2013 kam er erneut über die Landesliste in den Bundestag und war erneut ordentliches Mitglied im Verteidigungsausschuss. Zudem gehörte er als stellvertretendes Mitglied dem Ausschuss für Umwelt, Naturschutz und nukleare Sicherheit an.
Für die Bundestagswahl 2017 wurde Siebert von seiner Partei, wie bereits 1994, 1998, 2002, 2005, 2009, 2013 als CDU-Kandidat für den Wahlkreis Schwalm-Eder nominiert, konnte ihn aber nicht gewinnen und auch Platz 5 der Landesliste der CDU Hessen reichte nicht für den Einzug in den Bundestag. Allerdings rückte er am 2. März 2020 in den Bundestag nach, nachdem der hessische Bundestagsabgeordnete Oswin Veith, wie vorher angekündigt, sein Mandat niederlegte. Bei der Bundestagswahl 2021 trat Siebert nicht erneut an.

## Weitere Mitgliedschaften
Siebert war Mitglied im Präsidium der Deutschen Gesellschaft für Wehrtechnik (DWT).